# 東野交通
東野交通株式会社（とうやこうつう）は、かつて栃木県宇都宮市に本社を置き、宇都宮市・真岡市・大田原市など栃木県東部・北部を中心にバス事業（乗合バス・貸切バス・特定バス）および索道事業（那須ロープウェイ）などを行っていた日本の企業。晩年は宇都宮市の平出工業団地内に本社を置いていた。東野交通グループの中核企業であり、過去には東武グループに属した。
2018年（平成30年）10月1日付で、みちのりホールディングス傘下で事業地域の多くが重なる関東自動車株式会社と経営統合を実施、関東自動車を存続会社とする吸収合併を行い、東野交通は解散した。

## 概要
1968年（昭和43年）までは鉄道事業を行っており、会社名も東野鉄道（とうやてつどう）と称した。他社の路線バス運行により、東野鉄道の収支に影響が出始めたことから、鉄道路線を守るため、1928年（昭和3年）にバス事業へ参入した。1934年までに競合会社の営業権を買収し、鉄道区間と同じ西那須野 - 大田原 - 黒羽間のバス営業権を独占した。1968年（昭和43年）の鉄道廃止直前は、西那須野 - 大田原間40往復、西那須野 - 黒羽間21往復のバスを運行しており、鉄道線を廃止しても沿線住民に不便は生じないという会社判断もあった。
かつては東武グループであったが、東武系列のバス事業統括グループである東武バスグループ・朝日自動車グループのどちらにも属さず、東野交通グループ全体で独自のCIロゴ（後述）を使用するなど独立色が強かった。
2016年（平成28年）12月1日付で東武鉄道保有分の株式がみちのりホールディングスに譲渡され、東武グループから離脱した。

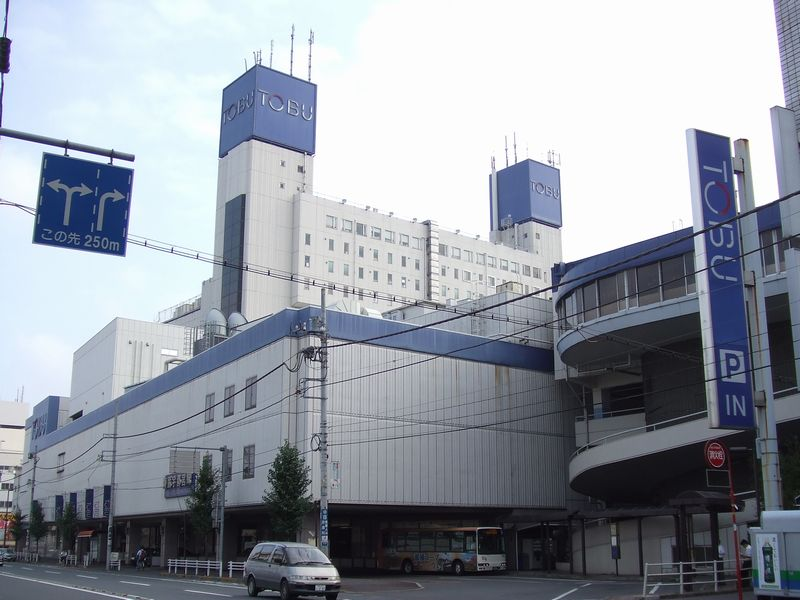
東武宇都宮百貨店と一体の宇都宮東武バスターミナル

東武宇都宮駅、東武宇都宮百貨店が入る宇都宮東武ビルは、前2者とともに、東野鉄道自動車駅を一体化する建物として建設された経緯 があるため、東武グループ離脱後も引き続き、同ビル内の宇都宮東武バスターミナルを専有し宇都宮地区での起点としている。
CIロゴは、えんじ色で「New 108」となっている。これは、1980年（昭和55年）完成の東野第5ビル「NEW 108」用に用意され、貸切バスは1990年（平成2年）頃からとそれ以前に導入した車両も含めて貼り付け、路線バスは2000年（平成12年）以降に導入した車両やバス停留所のポールに貼り付けられていたが、2016年（平成28年）2月の創立100周年を機に新ロゴを制定し、車両前部・側部およびバス停ポールは順次新ロゴ化された。ただし、車両屋根上は「New 108」のままとなっている。
関連会社に自動車整備業を行う東野整備などを有する。貸切バス事業・観光事業（旅行代理店）を営んでいた東野観光は2014年（平成26年）1月、東野交通本体に吸収合併された。
また、芳賀地区の第三セクター鉄道である真岡鐵道に地元自治体と共に出資していた。
2018年（平成30年）10月1日付で、同じみちのりホールディングス傘下で東野交通と同じく栃木県を中心に展開している関東自動車と経営統合を実施。東野交通は関東自動車に吸収合併され、東野交通は解散した。経営統合後の東野交通の営業所及び車庫は基本的に「東野」を冠している。

## 沿革
鉄道事業に関しては東野鉄道を、索道事業に関しては那須ロープウェイを参照のこと。

### 1960年以前
- 1916年（大正5年）2月9日：東野鉄道株式会社発足（本社／那須郡川西町（当時、後の黒羽町）[10]
- 1928年（昭和3年）2月17日：大田原 - 黒羽間で乗合自動車の営業開始[10]
- 1933年（昭和8年）12月27日：関東自動車から営業権を買収し、西那須野駅 - 大田原間、大田原 - 佐久山間の営業開始[6]
- 1934年（昭和9年）8月：新井自動車から西那須野駅 - 大田原 - 黒羽間の営業権を買収し、同区間を独占した[6]
- 1944年（昭和19年）4月：戦時統合により、矢野自動車商会、那須合同自動車の路線バス、板室自動車など8社を合併[6][13]
- 1950年（昭和25年）
  - 4月：宇都宮 - 大田原線再開[10]
  - 7月1日：宇都宮自動車工業株式会社を買収し今泉工場とする
  - 10月：塩子 - 石塚線再開[10]
  - 12月：茂木 - 真岡線再開、烏山 - 馬頭線開設[10]
- 1951年（昭和26年）
  - 貸切バスを復活[10]
  - 岩瀬乗合自動車（益子〜岩瀬）を買収し茨城県に進出[10][13]
- 1952年（昭和27年）
  - 戦時中の休止路線がすべて復活[10]
  - 6月11日 那須温泉 - 黒田原開設[14]
- 1953年（昭和28年）
  - 宇都宮 - 那須温泉間直通バス運行開始[15]
  - 真岡 - 笠間線、飯田 - 羽黒線、那須湯本 - 大丸温泉線、那須湯本 - 北の湯入口線、宇都宮 - 向田線などを開設[15]
  - 那須温泉 - 大丸温泉北湯入口間にて悪路走行用キャタピラー高原バス運行[14]
- 1954年（昭和29年）：氏家 - 太田線、野崎 - 那須線、真岡 - 新治線、塩子 - 笠間線などを開設[15]
- 1955年（昭和30年）：真岡 - 高田線、黒羽 - 東那須線、片岡 - 佐久山線開設[15]
- 1956年（昭和31年）：寒井 - 伊王野線開設[15]
- 1957年（昭和32年）
  - 1月：本社を那須郡黒羽町川西から宇都宮市一条町に移転[10][15]
  - 6月：烏山出張所を営業所に昇格[10]
- 1959年（昭和34年）11月：東武宇都宮百貨店開店にともない隣接地（北東側）にバスターミナル設置[10]、本社を同百貨店5階へ移転[注釈 1]

### 1960年代 - 1970年代
- 1960年（昭和35年）
  - 宇都宮から烏山、馬頭、大田原、那須温泉間に急行バスを新設[10][15]
  - 那須温泉 - 大沢経由黒田原線開設[14]
  - 10月：旅行代理店の東野観光株式会社設立[10]
- 1962年（昭和37年）
  - 宇都宮 - 和久線、宇都宮岡本台病院線開設[15]
  - 8月10日：真岡営業所 新築移転
- 1964年（昭和39年）：年末の増資にあたり東武鉄道に出資を仰ぎ、東武鉄道の小林正郎が会長に就任。以後東武鉄道の関連会社となる[15]
- 1965年（昭和40年）
  - 11月1日：従来のバスターミナルが手狭となったので東武宇都宮駅西側へバスターミナルを移転し使用開始[9][10]
  - 12月：東野観光がタクシー事業（東野ハイヤー）営業開始[10]
- 1966年（昭和41年）
  - 3月：大田原営業所が美原町に新築移転[10]
  - 那須湯本 - りんどう湖線開設[15]
- 1967年（昭和42年）8月：路線バスのワンマン運行開始（宇都宮東武 - パインミシン間、宇都宮東武 - 東町間）[10]
- 1968年（昭和43年）
  - 本社を東武宇都宮百貨店5階から宇都宮市一条町へ再移転[10]
  - 鉄道線廃止、鉄道線西那須野駅跡にバス発着所設置[6]
- 1969年（昭和44年）
  - 6月：社名を東野交通株式会社に変更[10]
  - 那須湯本 - 板室本村線開設[15]
- 1970年（昭和45年）
  - 10月：東野観光のタクシー事業（東野ハイヤー）を東野タクシー（系列外）へ売却[10]
  - 益子 - 笠間線廃止[15]
- 1971年（昭和46年）
  - 整理部門合理化による人員削減開始[10]
  - 小川出張所、氏家出張所、伊王野出張所を廃止[15]
- 1972年（昭和47年）
  - 8月 東野ボウル株式会社を設立し大田原市美原の営業所跡地にボウリング場「東野ボウル」開業[10][16]
  - 真岡 - 笠間線廃止[15]
  - 黒羽営業所廃止[15]
  - 黒羽にダンスホール「フロリダ」と観光やなを開業[10]
- 1974年（昭和49年）
  - 大田原 - 片岡線、雲巌寺 - 上金沢線、塩子 - 片庭 - 笠間線廃止[15]
- 1975年（昭和50年）
  - 茂木 - 塩子 - 石塚線、石塚 - 笠間線廃止[15]
  - 大宮車庫、太田車庫、塩子車庫、笠間車庫廃止[15]
- 1977年（昭和52年）
  - 黒羽 - 佐良土 - 小川線、小川 - 黒羽 - 東那須線廃止[15]
  - 茂木営業所を真岡営業所に統合[15]
- 1978年（昭和53年）
  - 佐久山車庫、塩原車庫、佐良土車庫、小砂車庫廃止[15]
- 1979年（昭和54年）
  - 6月：大田原駅跡地に東野第一ビルショッピングセンター「アイアイタウン・エドヤ」開業[10]

### 1980年代 - 1990年代
- 1980年（昭和55年）
  - 1月：貸しビルなどの新分野進出のため、県北や宇都宮の社有地に貸しビルやスーパーを建設中[17]
  - 2月：株式会社東野整備設立[10]
  - 8月：チェリー交通（現・株式会社那須交通）の経営に参加[10][15]
  - 11月21日：宇都宮市宮園町に東野第5ビル（New108）オープン、5階に本社が入居。[10][18]
  - 12月：東野鉄道西那須野駅跡地に東野第3ビル（ビジネスホテルとショッピングビル）開業[10]
- 1981年（昭和56年）：伊王野 - 白河線廃止[15]
- 1984年（昭和59年）
  - 6月：やしお観光バス株式会社設立[10]
  - 矢板 - 塩原線、小川 - 矢板線、真岡 - 新治線廃止[15]
  - 烏山営業所を宇都宮営業所に統合し、宇都宮営業所を宇都宮市不動前[19] から宇都宮市平出工業団地へ移設[15]
  - '84とちぎ博期間中、マン製ダブルデッカーにより同博のシャトルバスを運行 ※車両は期間中のみのリース[10]
- 1985年（昭和60年）
  - 岩瀬 - 新治線廃止[15]
  - 那須湯本営業所廃止[15]
- 1987年（昭和62年）：矢板車庫、雲巌寺車庫を廃止[15]
- 1988年（昭和63年）
  - 白河駅 - 真船 - 原中線、白河駅 - 黒磯線廃止　福島県から撤退[10][15]
  - 12月1日：那須温泉 - 大沢 - 黒田原線廃止[20]
- 1989年（昭和64年・平成元年）：真岡営業所、黒磯営業所を出張所化（黒磯は後に営業所化）[15]
- 1991年（平成3年）
  - 1月1日：那須温泉 - 黒田原線廃止[20]
  - 東武鉄道の撤退に伴い 東武宇都宮 - 下館線、鬼怒川温泉駅 - 高徳 - 矢板線を継承[10]
  - CI戦略として「New108」のロゴ制定[15]
  - 矢板車庫を設置
  - 茂木車庫、岩瀬車庫廃止[15]
- 1992年（平成4年）：祖母井車庫廃止[15]
- 1993年（平成5年）
  - 宇都宮東武 - 真岡 - 下館線廃止　茨城県の路線消滅[10]
  - 茨城県下館市に貸切バス専門の下館営業所を開設[10]
- 1995年（平成7年）4月：本社を宇都宮市平出工業団地の現在地に移転[10]
- 1996年（平成8年）4月：宇都宮 - 真岡線、宇都宮 - 益子線で通勤客の便を図るため快速便「ライナー号」新設[10]
- 1999年（平成11年）
  - 4月1日：那須塩原駅 - 那須大学 - 那須高原大橋 - 広谷地 - 那須温泉 - 那須ロープウエイ線運行開始[20]
  - 7月20日：那須地区の「ミュージアムめぐり」バス開設[10][20]
  - 鬼怒川温泉駅 - 高徳 - 矢板線廃止[15]

### 2000年代 - 2018年
- 2000年（平成12年）
  - 3月：宇都宮 - 大田原線、宇都宮 - 烏山線廃止[15]
  - 貸切専業の下館営業所を廃止し、下妻営業所を開設[15]
- 2001年（平成13年）
  - 3月：高速バス「茂木 - 東京浜松町バスターミナル線」開設[10]
  - 10月：宇都宮地区で共通バスカード導入[10]
  - 路線車両のカラーリングを東武グループカラーに[15]
- 2002年（平成14年）
  - 7月：高速バス「黒磯・宇都宮 - 羽田空港線」開設[10]
  - 9月20日：高速バス「那須 - 新宿線」開設[10]
- 2003年（平成15年）：東武グループカラーデザインのうちグラデーション部分をオレンジ単色化したオリジナルカラー登場[15]
- 2004年（平成16年）1月：貸切バス事業と貸切バス車両を東野観光へ譲渡[10]
- 2005年（平成17年）
  - 3月：高速バス「黒磯 - 成田空港線」開設[10]
  - 4月：特定旅客運送事業開始（作新学院高校のスクールバス）[10]
- 2006年（平成18年）10月：高速バス「黒磯 - 成田空港線」廃止[15]
- 2007年（平成19年）3月：高速バス「茂木 - 東京浜松町バスターミナル線」廃止[15]
- 2008年（平成20年）
  - 2月：現在の公式サイトを開設[21]
  - 4月：那須ガーデンアウトレット無料シャトルバス（特定事業）開始[10]
- 2009年（平成21年）9月：宇都宮東武 - 宝積寺 - 杉山線、宇都宮東武 - 元気あっぷむら - 杉山線、杉山車庫廃止[21]
- 2010年（平成22年）10月1日：宇都宮東武 - 氏家駅 - 喜連川温泉線廃止[21]
- 2011年（平成23年）12月：「創立95周年記念乗車券セット」発売[21]
- 2012年（平成24年）
  - 7月：西那須野駅 - 那須赤十字病院線（片道運賃上限200円）開設[21]
  - 10月1日
    - 真岡線の一部便をベルモール経由にて運行開始
    - 「宇都宮営業所」停留所の名称を「平出工業団地」に変更
- 2013年（平成25年）
  - 1月9日：宇都宮市の社会実験運行として、中心市街地南循環線の運行開始[21]
  - 4月1日
    - 大田原市営バスから一部路線の移管を受け、大田原市内の運賃を上限200円に、定期券は大田原市営バスと同額に[10][22]
    - 東図書館線（宇都宮駅東口 - 東図書館入口 - 北越戸町 - 平出工業団地）、市南線（宇都宮東武 - JR宇都宮駅 - 宇大前 - ベルモール - 御幸交番前）を新設 [21]

  - 4月：東野観光の貸切バス事業を吸収合併[10]
  - 6月5日：中心市街地南循環線、卸団地循環線、御幸ヶ原元町線で、バスロケーションシステムを開始
  - 10月1日
    - 宇都宮東武 - 氏家駅 - 馬頭車庫線を氏家駅で分割し別路線化[21]
    - 中心市街地南循環線の始発を宇都宮東武から西原車庫に変更し、双方向での運転開始
- 2014年（平成26年）
  - 1月：東野観光を吸収合併[10]
  - 4月1日：インターパーク線（真岡 - インターパーク - 雀宮駅東口）を土曜・休日限定で運行開始[21]
  - 7月19日：一万人プール往復乗車券を発売、サマー定期券をリニューアル
  - 10月1日：海星線（宇都宮駅東口 - ベルモール - 海星学院）新設[21]
- 2015年（平成27年）
  - 3月20日
    - 中心市街地南循環線を廃止
    - 卸団地循環線の始発を宇都宮東武から西原車庫に変更し 花園町経由・市役所経由とする
    - 河内線（宇都宮東武 - 御幸ヶ原元町 - 上野団地 - 河内生涯学習センター）、平出シャトル（宇都宮駅東口 - 陽東三丁目 - ベルモール - 御幸交番前 - JR岡本駅）、越戸・ベルモール循環線（宇都宮駅東口 - 北越戸町 - ベルモール - 宇都宮駅東口）新設
    - 宇都宮市北部方面の路線の発車時刻をパターン化

  - 3月21日：インターパーク線に区間便（雀宮駅東口 - 本郷台団地）を新設し同区間を増発、雀宮駅東口 - 真岡の便を半減（12往復→6往復）。雀宮駅東口 - インターパーク間で利用できる割引乗車券「シェア5」を発売
  - 8月：「宇都宮⇔益子フリーきっぷ」発売[21]
  - 10月1日：延生経由益子線（宇都宮東武 - 延生地蔵前 - 益子駅前）廃止[21]
  - 10月19日：宇都宮市南方面の路線の発車時刻をパターン化
  - 11月：100周年記念事業を告知[21]
  - 12月：「100周年記念乗車券」販売開始
- 2016年（平成28年）
  - 2月：創立100周年を機に新ロゴマークの使用開始[23]
  - 4月
    - 創立100周年を記念し宇都宮と大田原でボンネットバスを期間限定運行
    - 東野鉄道時代のトンネルなどを巡るバスツアーを数回実施

  - 10月1日：益子線の一部便をベルモール経由にて運行開始[24]
  - 11月1日：高速バス「羽田」線、氏家駅 - 東野交通本社営業所間廃止[25]
  - 12月1日：東武鉄道が保有する東野交通の株式（65.1％）がみちのりホールディングスへ譲渡され、東武グループを離脱する。
- 2017年（平成29年）
  - 2月：昭和30年代の復刻デザインの大型バスいすゞ・エルガを2台導入。希望ナンバーで1916（東野鉄道設立年）と1918（東野鉄道運行開始年）[13][26]
  - 3月：真岡 - インターパーク - 雀宮駅東口線の試験運行終了・路線廃止[27]
  - 4月1日
    - 喜連川線（氏家駅 - フィオーレ喜連川 - 喜連川温泉）起終点変更
      - フィオーレ北 - 喜連川温泉間廃止、フィオーレ北 - びゅうフォレスト北へ変更[27]

    - 那須地区で片道通学定期乗車券の発売開始[28]。

  - 5月 - 6月：那須湯本温泉・塩原温泉 - 鬼怒川温泉駅・東武日光駅を結ぶ観光路線「日光・那須満喫ライナー」を試験運行（2017年10月-11月にも実施）[29]
  - 6月：那須ガーデンアウトレットシャトルバス用に日野・ブルーリボン長尺を新車で1台導入し、在来車両は新カラーに変更し一般路線に転用[13]。
  - 7月14日
    - 路線バスダイヤ改正、井頭一万人プール線は宇都宮東武 - 井頭一万人プールの区間便として7月14日 - 9月3日まで運行、クローズドドアだった白沢街道でバス停留所設置、同時に竹林を竹林十文字に改称。
    - 高速バス新宿線「那須・塩原号」の東野交通担当便のみ鹿沼インター入口バス停乗り入れ[30]。

  - 10月1日：宇都宮地区でダイヤ改正。岡本駅西口広場完成により、上野団地経由岡本駅線、上野団地・岡本駅経由岡本台病院線などを岡本駅東口経由および発着から、岡本駅西口経由および発着へ変更し台病院線の一部停留所を廃止。市役所卸団地線は、利用客低迷により西原車庫 - 市役所- 宇都宮東武間を廃止[31]。
  - 11月：みちのりホールディングスが東野交通の全株式を取得し、完全子会社化[12]。
- 2018年（平成30年）
  - 1月9日：定時性確保のため宇都宮地区で一部停留所の休止を伴うダイヤ改正、関東自動車より平松本町線の運行を引き継ぐ。[32][33]
  - 4月1日：JR宇都宮駅東口 - ベルモール間で関東自動車・東野交通2社共通定期券を導入[34]。
  - 5月25日：本年10月1日をもって関東自動車と経営統合（合併）することを公式発表[35]。
  - 10月1日：関東自動車グループと経営統合を実施し、東野交通は関東自動車に吸収合併され解散[11][12]。
バス事業は関東自動車本体が承継[36] し、本社営業所が関東自動車東野平出営業所、黒磯営業所が東野黒磯営業所へそれぞれ移行[37]。
バスツアー企画を行っていた旅行部は関東自動車子会社の関東バス旅行社へ統合し、同社は「関東ツアーサービス」に改称。
子会社のうち、東野整備は関東自動車子会社の関東自動車整備に吸収合併され解散[38]、他2社は関東自動車の子会社として存続。

## 乗合バス事業

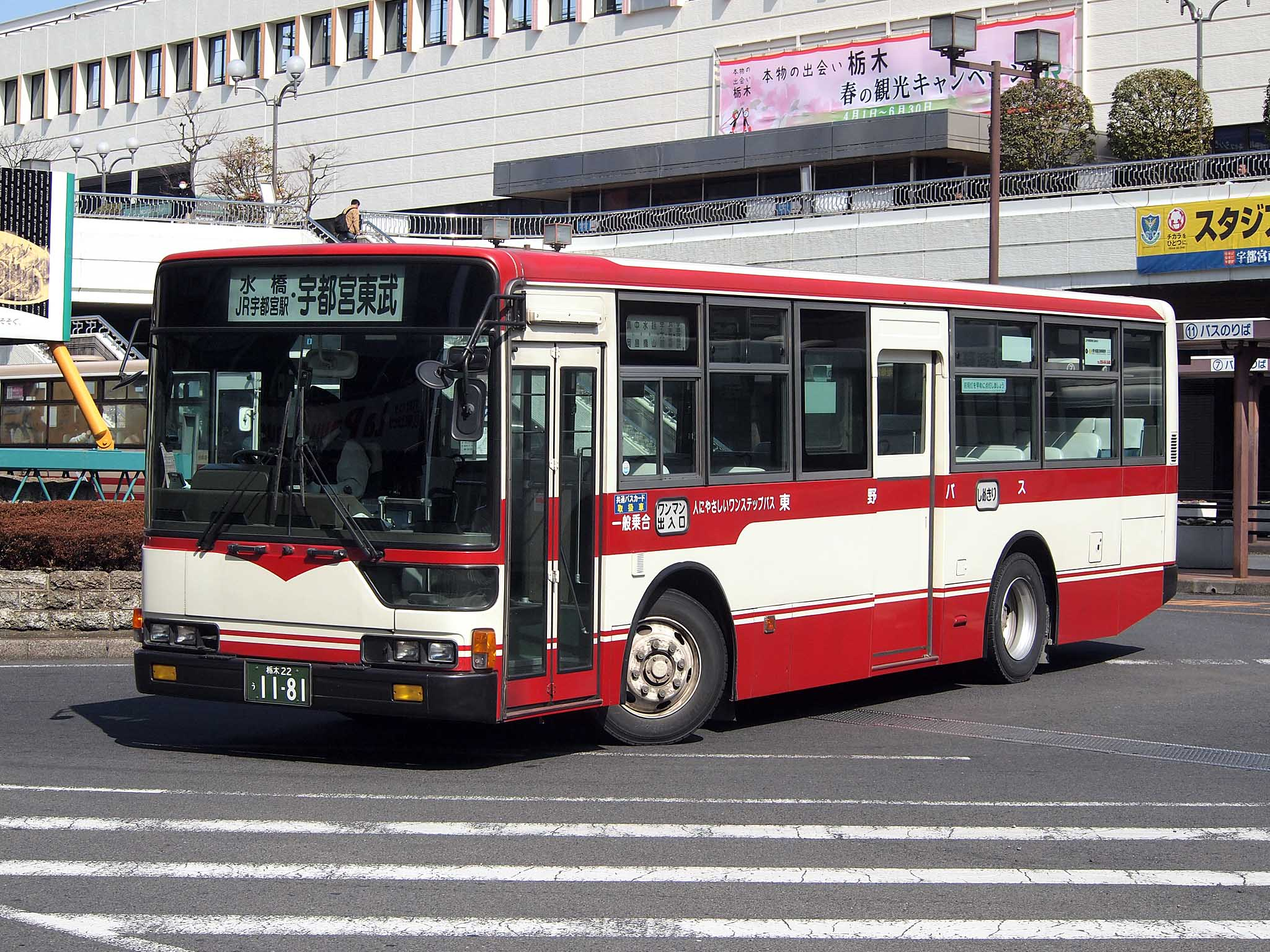
一般路線車（旧塗色）

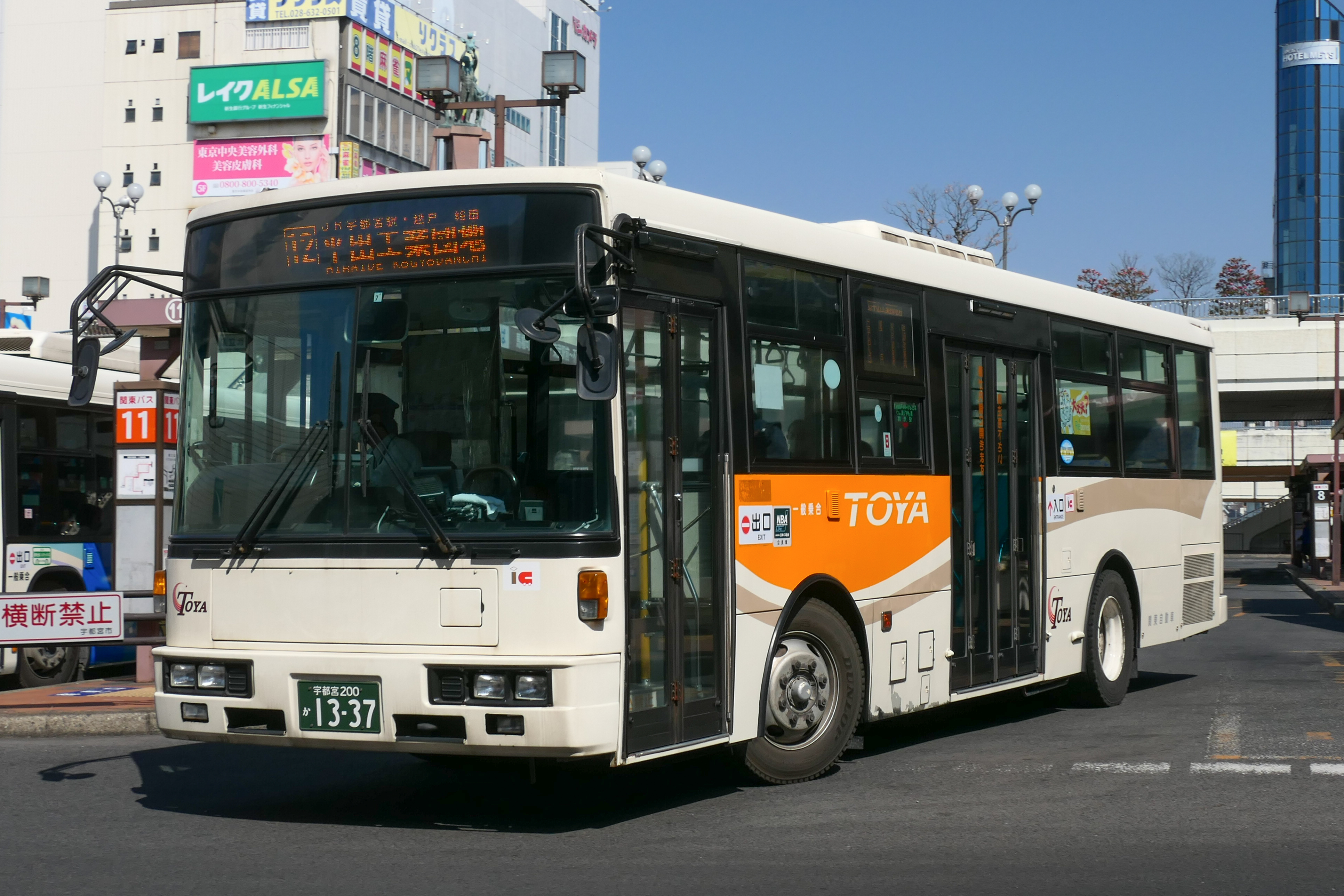
一般路線車（東武グループ色を一部簡素化した新塗色）

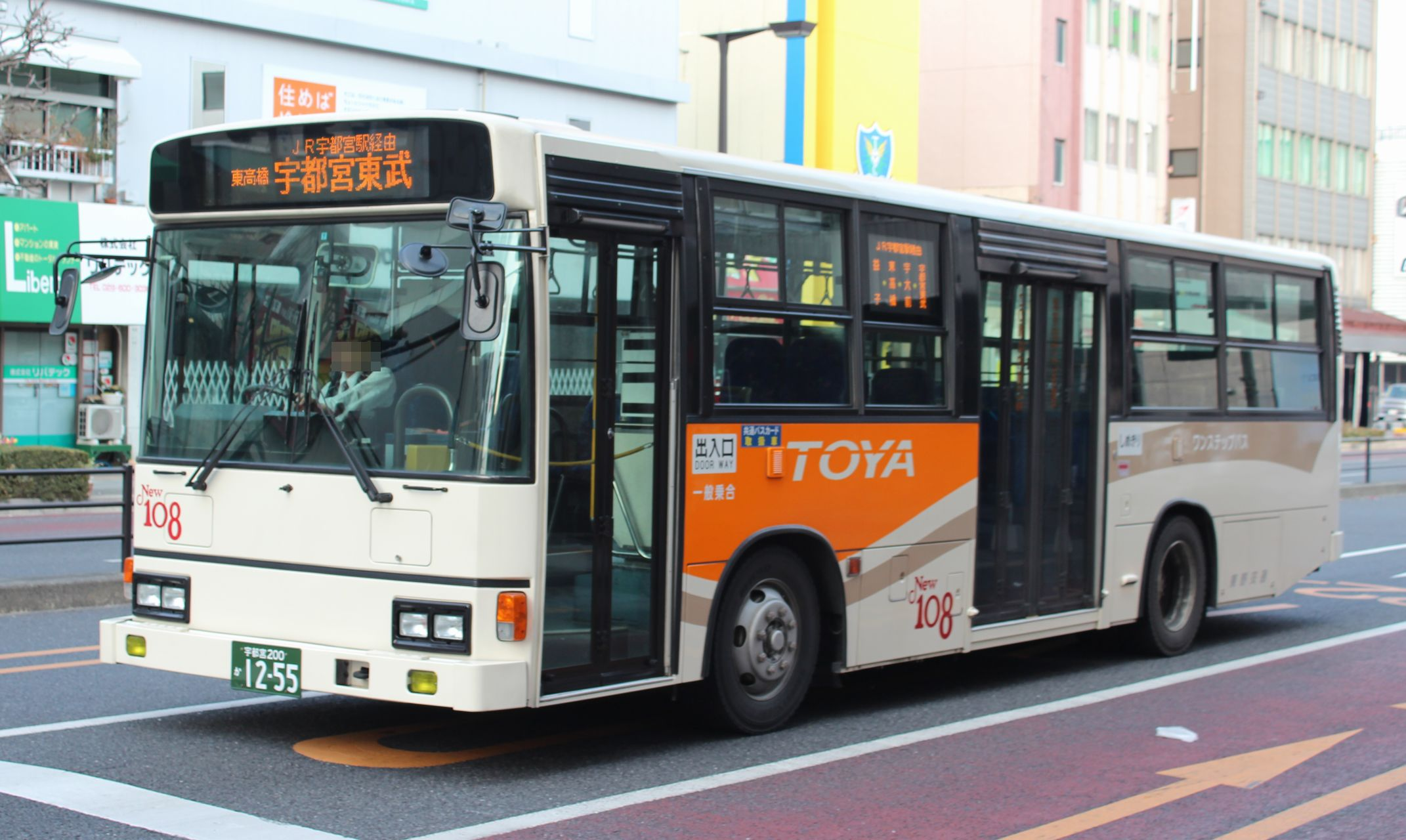
一般路線車（東武バスからの移籍車）

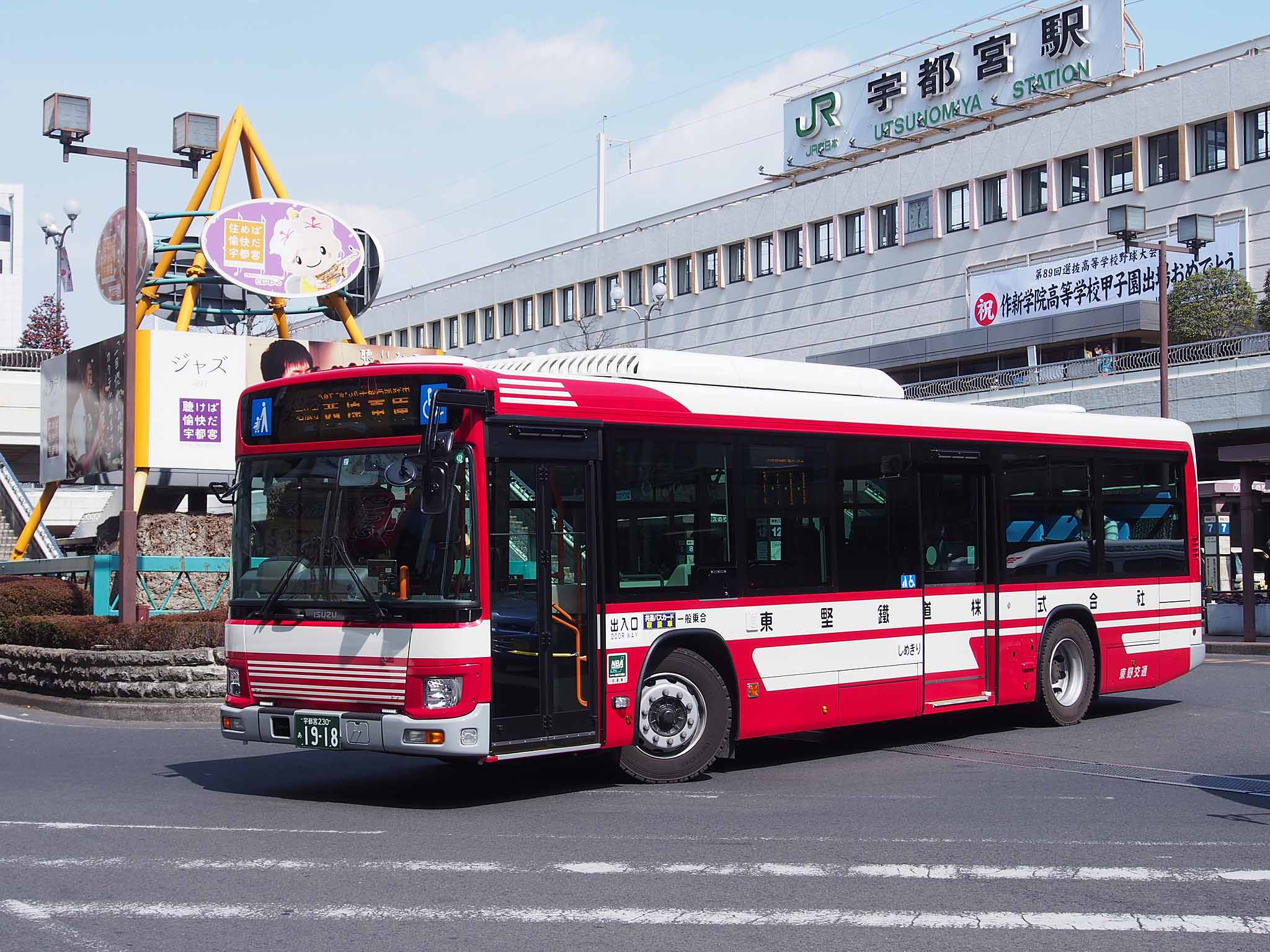
一般路線車（東野鉄道復刻デザイン）

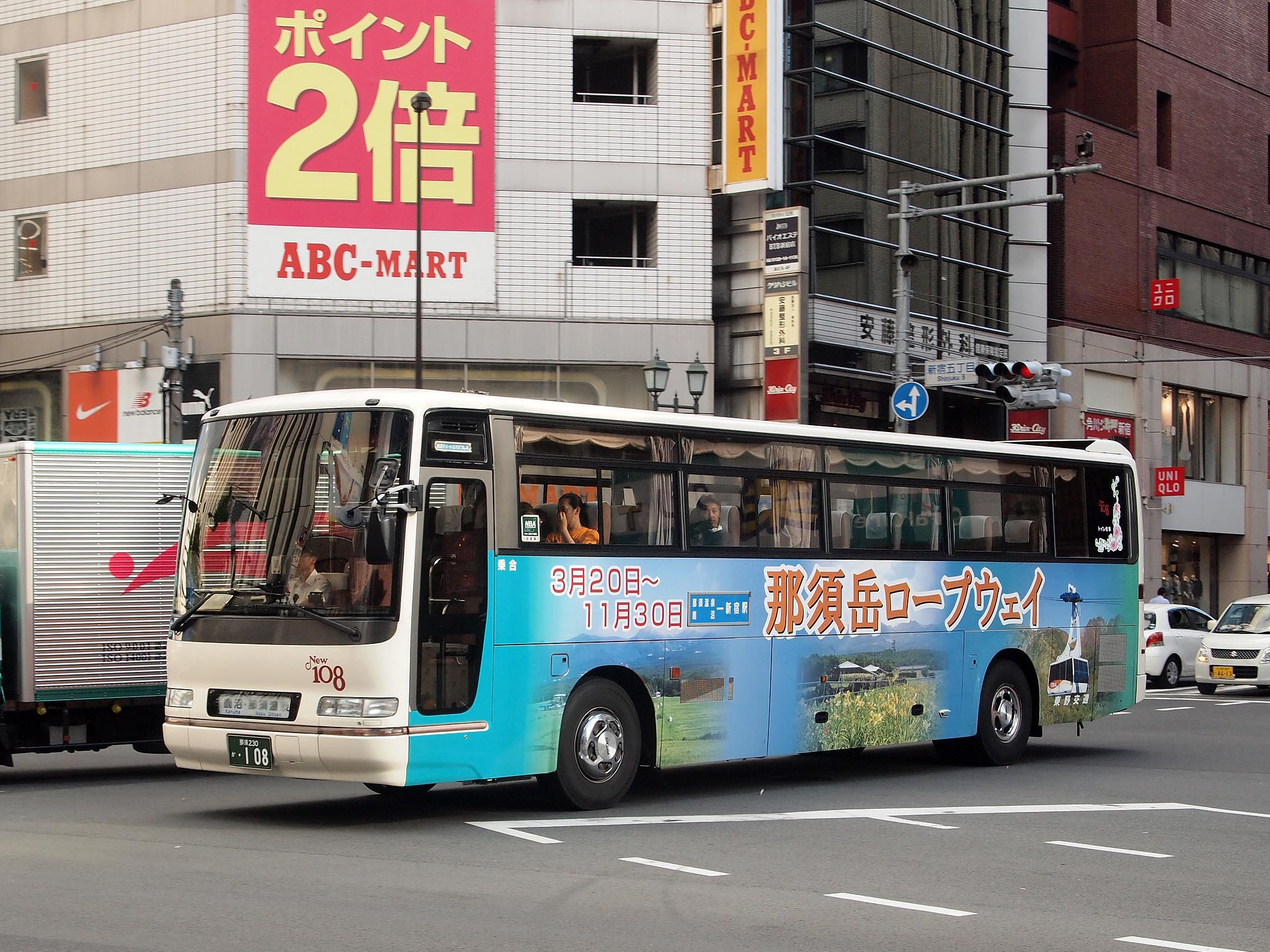
高速車は那須ロープウェイ広告ラッピングを纏う

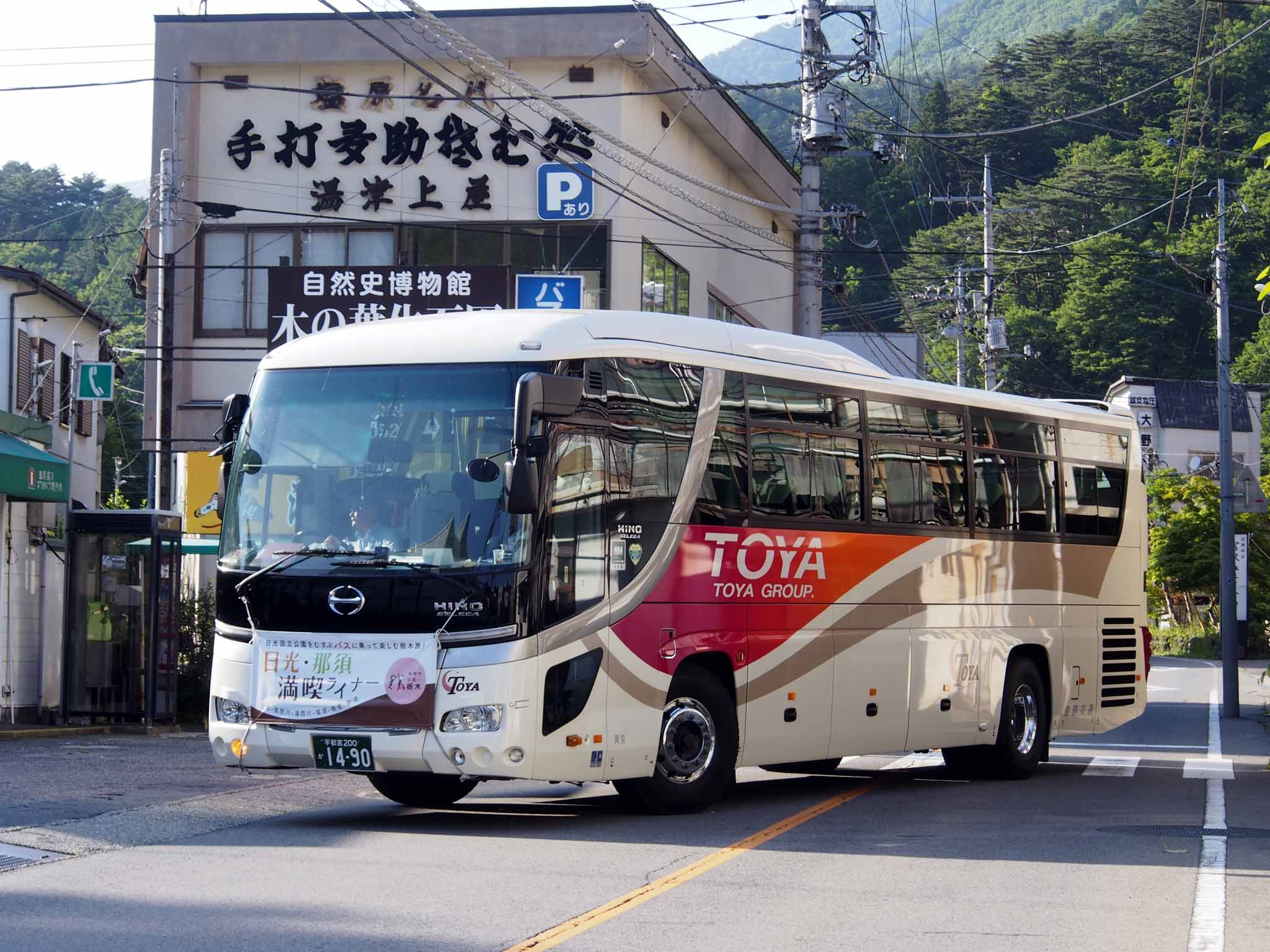
貸切車（東武グループ色）

### 営業所
- 本社営業所（旧称・宇都宮営業所。経営統合により現・関東自動車東野平出営業所）
- 黒磯営業所（経営統合により現・関東自動車那須塩原営業所）

### 車庫
- 西原車庫
- 真岡車庫（真岡営業所→真岡出張所）
- 益子車庫
- 馬頭車庫
- 喜連川車庫
- 錦町車庫
- 黒羽車庫
- 伊王野車庫

### 路線
一般乗合バスの運行エリアは宇都宮市街を中心に宇都宮市内の東部地区、県東部の真岡および益子方面、宇都宮市東北部の岡本、氏家方面。また、氏家から喜連川や馬頭方面、さらに西那須野駅から大田原市東部方面、那須塩原駅および黒磯駅から那須ロープウェイ方面、黒田原駅から伊王野方面に路線を持つ。かつては県境を越えて福島県や茨城県にも路線があったが、現在はすべて栃木県内で完結している。関東自動車同様前乗り前降りで、中扉や後扉は締切状態になっている。
高速バスや一般乗合バスの路線詳細は各営業所記事を参照。

### 車両
東武グループ系では珍しく、貸切車を含めて三菱ふそうトラック・バスの車輌保有比率が高かったが、いすゞ自動車や日野自動車の車両も導入されていた。1980年代中盤頃から、京阪バスや神奈川中央交通など各地の事業者から多くのバスが移籍。1990年代後半には東武鉄道の貸切バス削減で多数の貸切車両が移籍した。2010年代になると東武グループからの小型車両の移籍が目立ってきたが、2016年の東武グループ離脱後に、神奈川中央交通などの移籍車両が再登場している。黒磯営業所管轄の那須高原方面は観光路線であるため、着席定員の多い定期観光タイプや自家用タイプの移籍車も目立ったが、2000年代後半より宇都宮地区からワンステップバスの異動が相次いだ。東野グループ内での車両移籍の事例もある。
カラーリングは長年白色に赤帯だったが、貸切バスは東武グループの貸切標準色登場後は同カラーで、路線バスも2001年導入車より東武グループ貸切標準色を、2003年からは東武グループ貸切標準色をベースにグラデーション部分がオレンジ一色となった東野グループ独自色が登場、既存車両も一部が東野独自カラーに塗り替えられた。ご当地ナンバーで那須ナンバーが設定されてからは黒磯営業所と本社営業所の高速バス用車両は社名の語呂合わせである希望ナンバー108で登録されている。一部の高速バス用車両には那須ロープウェイのラッピング装飾が施されている。2016年（平成28年）12月の東武グループ離脱後に登場した路線車両は、以前の赤白カラーを元にロゴなど一部変更したものになった。2017年（平成29年）2月には新車としては15年ぶりとなる大型路線バスを復刻デザインで導入した。2017年4月に、新デザインの貸切バス新車2台を導入。グループのやしお観光バスと那須交通も同デザインの貸切バスを6月に導入した。
2015年（平成27年）5月1日現在では、路線バス92台、貸切バス21台、特定バス5台を保有していた。
2017年（平成29年）7月31日現在では、路線バス89台（うち高速用8台）、貸切バス26台、特定バス6台の合計121台を保有していた。

## 索道事業
- 那須ロープウェイを参照のこと。

## 東野交通グループ
- 東野観光（旅行代理店、貸切バス）：東野交通時代に吸収合併
- 那須交通 （貸切バス等）：関東自動車関連会社として存続
- やしお観光バス （貸切バス等）：関東自動車関連会社として存続
- 東野整備（自動車整備事業）
  - 1980年（昭和55年）2月設立、1984年時点では宇都宮市今泉町9-587に所在[39]。東野交通と関東自動車の統合と同時に、関東自動車子会社の関東自動車整備に吸収合併され解散[38]

### その他出資企業
- 東北急行バス - 設立時に山形交通や会津乗合自動車など7社と共同出資[14]
- 真岡鐵道 - 0.8%出資

## 買収した会社

### 東毛自動車
1918年（大正7年）に資本金5万円で大田原町の星野洋六が社長となり設立し、外国製の車両で大田原 - 黒羽間を運行。1920年（大正9年）大田原町の阿久津正が買収。さらに1925年（大正14年）に阿見自動車商会に買収される。1933年（昭和8年）5月に関東自動車と11,000円で買収仮契約したが、直後に東野鉄道と15,000円で買収契約、関東自動車が17,000円で本契約とともに他社と契約したら違約金請求する旨の契約を取り交わした。

バス営業所は新富町一丁目に設置していた。後に東野鉄道のバス営業所として再利用された。

### 矢野自動車商会
烏山町小木須の矢野政男が1928年（昭和3年）に設立した。大正13 - 14年頃、政男の弟の進がトラックの運転を覚えて、大木須や小木須の木炭や紙を宝積寺へ輸送したのが始まりである。1927年（昭和2年）から勤務していた従業員によると当時ハイヤー2台、トラック2台、バス5台を保有していた。1929年（昭和4年）に宇都宮に営業所を作り、小規模事業者を順次買収して拡大して行った。1933年（昭和8年）に宇都宮 - 真岡間で定期バスを運行していた2社（真岡自動車、中根自動車）を買収し真岡市台町に営業所開設。矢野政男は、後に東野鉄道の社長に就任した。